# Säters (đô thị)
Säter là một trong 290 đô thị của Thụy Điển thuộc hạt Dalarna, miền trung Thụy Điển. Its seat is in Säter.
Đô thị hiện nay đã được lập năm 1971 thông qua việc hợp nhất thành phố Säter và hai đô thị lân cận.